# Ramón González Peña
Ramón González Peña (Les Regueres, Astúries, Espanya, 11 de juliol de 1888 - Ciutat de Mèxic, Mèxic, 27 de juliol de 1952) fou un sindicalista i polític socialista.

## Biografia
Minaire en la seva joventut, ho va deixar per a dedicar-se plenament a la política. Va ser secretari general de la Federació Nacional de Miners i afiliat al sindicat socialista UGT, en el qual va ocupar diversos càrrecs. Durant tota la Segona República Espanyola ocupa un escó en les Corts com a diputat socialista per Huelva, província de la qual va ser governador en proclamar-se el nou règim.
Torna més tard a Astúries, on ocupa els càrrecs d'alcalde de Mieres i president de la Diputació Provincial d'Oviedo. A l'octubre de 1934, participa com dirigent de la revolució que té lloc a Astúries. Una vegada és reprimida la revolta per l'exèrcit, s'amaga a Ablaña fins a desembre de 1934, quan és detingut. Jutjat al febrer de 1935, és condemnat a mort, però se li commuta la pena per cadena perpètua. Després de la victòria del Front Popular a les eleccions generals espanyoles de 1936 fou alliberat i escollit novament diputat.
Durant la Guerra Civil (1936-1939) dirigí el sindicat socialista UGT, i ocupa el càrrec de Ministre de Justícia en el segon govern de Juan Negrín. Després del final de la contesa fugí a França i allí actua com a vocal de la SERE (Servei d'Evacuació de Refugiats Espanyols), organització creada per Negrín para organitzar l'exili republicà espanyol. Després marxa a Mèxic, on va morir el 1952. Havia estat expulsat del PSOE el 1946 pel seu alineament amb Negrín. El 2009 fou readmès dins del partit juntament amb els altres 35 expulsats de 1946.